# David Dukes
David Coleman Dukes (ur. 6 czerwca 1945 w San Francisco, zm. 9 października 2000 w Lakewood) – amerykański aktor filmowy i telewizyjny, choreograf.

## Życiorys

### Wczesne lata
Był synem policjanta Jamesa Colemana Dukesa (1922-2015) i Keldory Yvonne Maples Dukes (1926-1991). Uczęszczał do Redwood High School in Larkspur w hrabstwie Marin w Kalifornii. Studiował aktorstwo w American Conservatory Theater w San Francisco, a także w Juilliard School, gdzie jego kolegami byli: Patti LuPone, Kevin Kline i David Ogden Stiers.

### Kariera
W 1971 roku zadebiutował na Broadwayu w komedii satyrycznej Moliera Szkoła żon. W 1974 roku, podczas New York Shakespeare Festival, spróbował swoich sił jako choreograf widowiska Makbet na nowojorskiej scenie Mitzi E. Newhouse Theatre. Występował także w broadwayowskich sztukach takich jak: Wielki bóg Brown Eugene’a O’Neilla (1972-73), Don Juan (1972-73) jako Don Carlos i Amadeusz Petera Shaffera (1980-83) jako Antonio Salieri (zastąpił Iana McKellena) i M. Butterfly (1988-90) jako Rene Gallimard (w zastępstwie za Johna Lithgow). W 1977 roku został uhonorowany nagrodą Los Angeles Drama Critics Circle Award jako Henry Carr w spektaklu Trawestacja Toma Stopparda w Mark Taper Forum Theatre w Los Angeles. W 1980 roku za rolę homoseksualnego więźnia Horsta w drodze do obozu koncentracyjnego w sztuce Bent u boku Richarda Gere’a był nominowany do Tony Award.
Po gościnnym występie w serialach telewizyjnych, pojawił się w melodramacie Truskawkowe oświadczenie (The Strawberry Statement, 1970) z Bruce’em Davisonem, komediodramacie Jamesa Ivory’ego Dzikie przyjęcie (The Wild Party, 1975) u boku Raquel Welch i Perry’ego Kinga, komedii romantycznej George’a Roya Hilla Mały romans (A Little Romance, 1979) z udziałem Laurence’a Oliviera i Diane Lane oraz thrillerze Pierwszy śmiertelny grzech (The First Deadly Sin, 1980) w roli seryjnego mordercy z Frankiem Sinatrą i Faye Dunaway.
W miniserialu CBS Jerzy Waszyngton (1984) zagrał postać George’a Williama Fairfaxa, najlepszego przyjaciela Waszyngtona (Barry Bostwick) i męża Sally Fairfax (Jaclyn Smith). Drugoplanowa rola Jo Bouillona w dramacie biograficznym HBO Historia Josephine Baker (The Josephine Baker Story, 1991) przyniosła mu nominację do nagrody Emmy. W pierwszym sezonie serialu Siostry (Sisters, 1991–1993) pojawił się jako Wade Halsey, transwestyta mąż najstarszej siostry Alex (Swoosie Kurtz). W telewizyjnym filmie biograficznym HBO Norma Jean i Marilyn (1996) wystąpił jako Arthur Miller. Od drugiego do czwartego sezonu serialu Jezioro marzeń (Dawson's Creek, 1999–2000) grał rolę pana McPhee, ojca Jacka (Kerr Smith) i Andie (Meredith Monroe).
9 października 1965 poślubił Carolyn Lee McKenzie, z którą miał syna Shawna. Jednak w 1975 roku doszło do rozwodu. 31 stycznia 1983 ożenił się z Carol Muske, z którą miał córkę Anne Cameron.
Zmarł 9 października 2000 na zawał mięśnia sercowego w wieku 55 lat.

## Filmografia

### Filmy fabularne
- 1970: Truskawkowe oświadczenie (The Strawberry Statement) jako student strażnik
- 1975: Zwariowane party (The Wild Party) jako James Morrison
- 1979: Mały romans (A Little Romance) jako George de Marco
- 1980: Pierwszy śmiertelny grzech (The First Deadly Sin) jako Daniel Blank
- 1981: Tylko gdy się śmieję (Only When I Laugh) jako David Lowe
- 1987: Randka z aniołem (Date with an Angel) jako Ed Winston
- 1989: Do zobaczenia rano (See You in the Morning) jako Peter Goodwin
- 1990: Opowieść podręcznej (The Handmaid's Tale) jako lekarz
- 1996: Ścigani (Fled) jako Chris Paine
- 1997: Strzały nad Saber River (Last Stand at Saber River) jako Edward Janroe
- 1998: Bogowie i potwory (Gods and Monsters) jako David Lewis

### Seriale TV
- 1974: Harry O jako Joe Heston
- 1975: Great Performances jako Guido Venanzi
- 1976: Jeffersonowie (The Jeffersons) jako Cal Roberts
- 1976: One Day at a Time jako Byron De Veer
- 1977: All in the Family jako Lambert
- 1977: Sierżant Anderson jako McCormick
- 1978: Hawaii Five-O jako Willy Barker
- 1979: Jak zdobywano Dziki Zachód (How the West Was Won) jako Louis Riel
- 1983: Wichry wojny (The Winds of War) jako Leslie Slote
- 1984: Jerzy Waszyngton (George Washington) jako Will Fairfax
- 1985: Kane i Abel (Kane & Abel) jako David Osborne
- 1986: Alfred Hitchcock przedstawia (Alfred Hitchcock Presents) jako dr Tom Rigby
- 1988-89: Wojna i pamięć (War and Remembrance) jako Leslie Slote
- 1997: Diagnoza morderstwo (Diagnosis: Murder) jako Darren Worthy
- 1999: Sliders jako Thomas Michael Mallory
- 1999: Kancelaria adwokacka jako Ted
- 1999: Ally McBeal jako Johnson Biblico
- 1999–2000: Jezioro marzeń (Dawson's Creek) jako Joseph McPhee
- 2000: Czerwona Róża (Rose Red) jako prof. Carl Miller